# Mercedes Dantas Lacombe
Mercedes Dantas Lacombe (Buenos Aires, 5 de julio de 1888 – Buenos Aires, 1966) fue una poetisa, profesora y feminista argentina, cofundadora del Club Argentino de Mujeres.

## Trayectoria

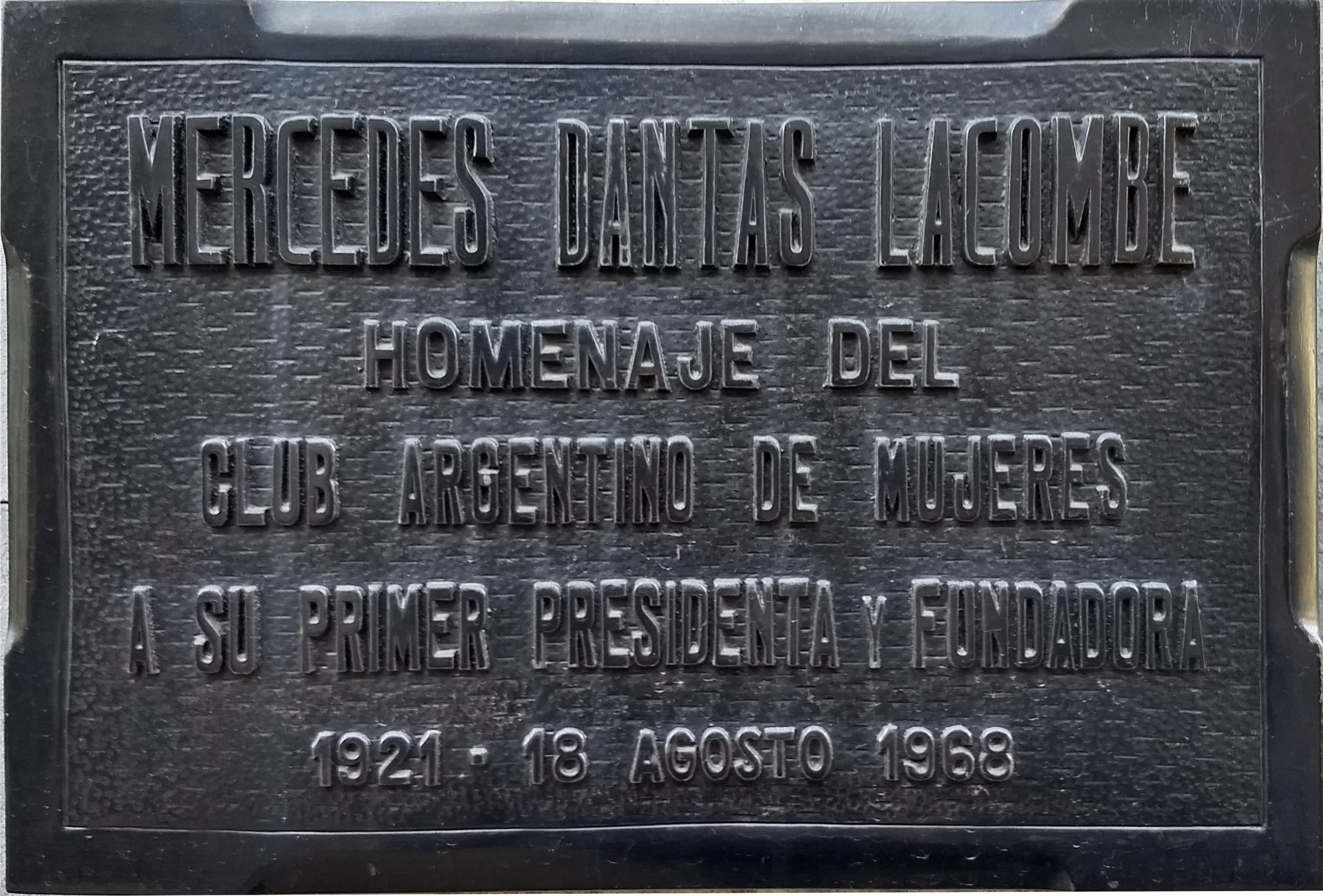
Placa homenaje a Mercedes Dantas Lacombe en su mausoleo en el Cementerio de Recoleta, Buenos Aires, Argentina.

Dantas Lacombe egresó como profesora y Doctora en Filosofía y Letras de la Facultad de Filosofía y Letras de la Universidad de Buenos Aires.
Escribió en diversos medios periodísticos, como por ejemplo El Hogar, La Nota, Nosotros, Caras y Caretas, Mundo Argentino y La Razón. En 1925 publicó su primer libro de poesía titulado "De mi senda". Publicó también en 1935 el libro "El grumete de la Santa María (cuentos históricos infantiles)".
Fue profesora en la Escuela Normal N°8 de Maestras, y escribió la letra del himno a la misma, que contó con música del compositor Raúl Espoile .
Además fue cofundadora del Club Argentino de Mujeres y su primera presidenta, luego de asumir el cargo el 19 de agosto de 1921.

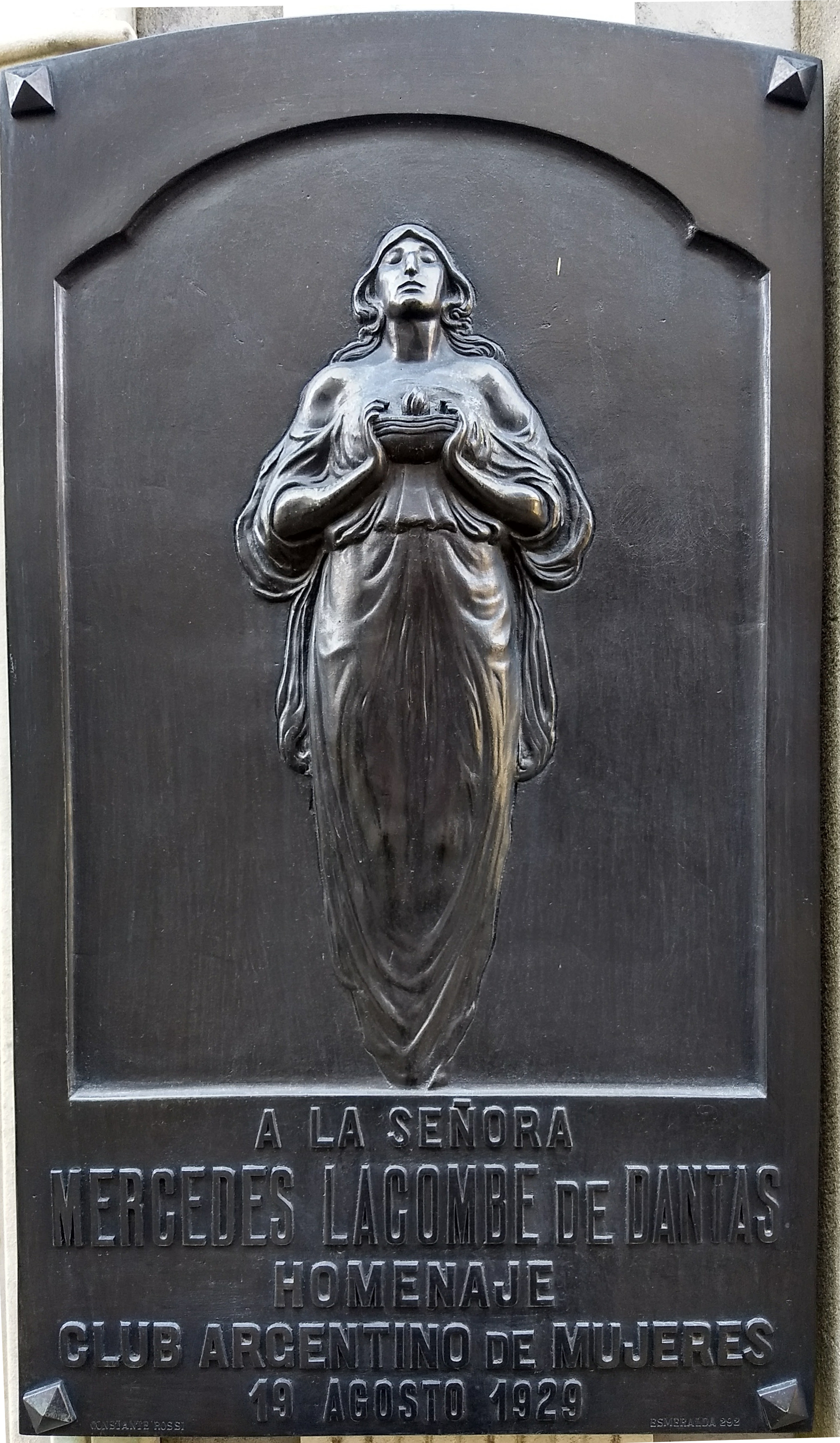
Placa homanaje a Mercedes Dantas Lacombe del Club Argentino de Mujeres en el Cementerio de Recoleta.

En diciembre de 1928 el Club Argentino de Mujeres, bajo la presidencia de Mercedes Dantas Lacombe, auspició el Tercer Congreso Internacional Femenino en la Escuela Superior de Comercio Carlos Pellegrini.
El 17 de junio de 1928 recibió un pergamino firmado por todas las asociadas de la institución con motivo de homenajearla por su eficaz desempeño.

## Mausoleo
Mercedes Dantas Lacombe fue enterrada en 1966 en el Cementerio de la Recoleta en el mausoleo familiar, junto a sus padres Manuel Dantas Mugica y Mercedes Lacombe, y a su hermano José María.